# Bunuri mobile din domeniul istorie clasate în patrimoniul cultural național al României aflate în județul Cluj
Acestă listă conține bunurile mobile din domeniul istorie clasate în Patrimoniul cultural național al României aflate la momentul clasării în județul Cluj.

## Tezaur
| Foto | Informații generale                                            | Detalii tehnice | Descriere | Deținător                                        | Legături |
| ---- | -------------------------------------------------------------- | --- | --- | ------------------------------------------------ | -------- |
|      | Sabie austriacă a guvernatorului Transilvaniei (1851-1858)     | Datare: 1848-1858 Școală: Atelier austriac Descoperit: jud. Cluj, Cluj-Napoca Dimensiuni: L: 93 cm; Lama L: 79,5 cm, l: 3 cm Material: Oțel, piele, os; turnare, forjare, batere, ștanțare, placare, gravare, aurire | Lama sabiei este curbă și gravată cu inscripție pe ambele fețe. Garda este cruciformă cu capetele globulare. Garda și talonul sunt aurite cu motive geometrice și florale. Mânerul este îmbrăcat în plăsele de os iar teaca este învelită în piele cu două inele de prindere. Sabia a aparținut prințului austriac Karl von Schwarzenberg, general maior în timpul revoluției pașoptiste din Italia apoi guvernator al Transilvaniei în perioada 24 februarie 1851- 25 iunie 1858. După moartea sa (25 iunie 1858) sabia a fost gravată de fratele sau, prințul Frederich von Schwarzenberg, și apoi dăruită prietenului sau baronul Samuel Josika așa cum rezultă din textul de pe lamă. | Muzeul Național de Istorie a Transilvaniei, Cluj | Cimec    |
|      | Cornet                                                         | Datare: sec. XVII Școală: Atelier italian Descoperit: Cluj - Napoca Material: fildeș, metal, piele | Cornetul se păstrează într-un toc de piele, bogat ornamentat având încuietoare din alamă. Instrumentul este construit din fildeș și este încheiat la ambele capete cu metal ornamentat. Are șase găuri laterale și una în spate. Încovoierea este dextrogiră. Ancia lipsește, dar inițial instrumentul se utiliza cu muștiuc de metal sau uneori chiar cu ancie dublă. A aparținut omului politic Miko Imre. | Muzeul Național de Istorie a Transilvaniei, Cluj | Cimec    |
|      | Pian cu ciocane - Hammerklavier                                | Datare: ultimul sfert sec. XVIII Școală: Atelier vienez Descoperit: Cluj - Napoca Material: lemn, metal, fildeș, abanos | Pianul este combinat cu o măsuță pentru cusut și dă impresia unei piese de mobilier tăiată în muchii și susținute de patru picioare. Cutia este acoperită cu lemn de furnir și de nuc. Capacul superior poate fi ridicat. Instrumentul este ornamentat cu picturi de mână reprezentând eroi din mitologie. Deasupra claviaturii se află o friză de asemenea pictată. Ea poartă trei miniaturi respectiv două peisaje și un portret mitologic. Claviatura pianului constă din 29 de clape albe de fildeș și 20 de clape negre de abanos. Capătul ciocanelor este acoperit cu piele. Fiecare ton, respectiv ciocănel are câte două coarde, numărul acestora fiind deci dublu față de cel al ciocănelelor. | Muzeul Național de Istorie a Transilvaniei, Cluj | Cimec    |
|      | Piatră funerară                                                | Datare: Mijlocul sec. al XVI-lea Dimensiuni: L: 75 cm., l: 110-124 cm., gr.: 18 cm. Material: gresie, cioplire, șlefuire | Piatră de formă inițial dreptunghiulară, având câmpul mărginit de un chenar exterior inicizat. Un chenar interior, dreptunghiular, delimitează un spațiu cu două registre: în cel superior - o bandă încolăcită, în cel inferior - un blazon cu marginile în acoladă, conținând în stânga un fier de plug, în dreapta sus o semilună și o stea cu șase raze. Blazonul este susținut de două cercuri parțial suprapuse. Fragmente lipsă în latura superioară și în cea din dreapta. | Muzeul Național de Istorie a Transilvaniei, Cluj | Cimec    |
|      | Piatră funerară                                                | Datare: 1533 Dimensiuni: L: 86 cm., l: 186 cm., gr.: 28 cm. Material: gresie, cioplire, șlefuire | Piatră funerară cu legenda gravată în chenar dublu, de jur-împrejurul pietrei. În mijloc se vede un balzon care are înscris un fier de plug între o stea și o semilună. Este crăpată în trei părți, dar asamblată ulterior. | Muzeul Național de Istorie a Transilvaniei, Cluj | Cimec    |
|      | Placă                                                          | Datare: 1477 Dimensiuni: L: 53 cm., l: 155 cm., gr.: 21,5 cm. Material: gresie, cioplire, șlefuire | Placă dreptunghiulară masivă, are data gravată cu cifre gotice în partea inferioară a câmpului, este înscrisă într-un chenar dreptunghiular gravat. În interiorul chenarului, în partea din stânga, jos, este incizat un cerculeț. Cifrele datei sunt separate prin ornamente vegetale. Muchia superioară ruptă. | Muzeul Național de Istorie a Transilvaniei, Cluj | Cimec    |
|      | Piatră funerară                                                | Datare: 1581 Dimensiuni: L: 64 cm., l: 172 cm., gr.: 22,5 cm. Material: gresie, cioplire, șlefuire | Chenar simplu având înscrisă de jur împrejur legenda: HIC SEPVLTA IACET GENEROSA [DO]MINA ….. RIVVLIENSIS: QVE O[BIIT] TERTIA DIE IANUARI ANNO DOMINI 1581. Câmpul pietrei este împărțit în patru registre, în cel superior aflându-se textul: BIS DENIS VITAE SEPTEM / IAM IVNXERAT ANNOS / MORTE PUERPERZ CVM / PETZT ASTRA GRAVI.../ G M M. Următoarele două registre conțin câte un scut lipsit de blazon sau text, înconjurat de lambrecchini. Registrul inferior gol. Este fisurată în lungime, prezintă fracturi în chenar. | Muzeul Național de Istorie a Transilvaniei, Cluj | Cimec    |
|      | Stema Clujului                                                 | Datare: Sec. al XVI-lea Dimensiuni: L: 74 cm., l: 148 cm., gr.: 14,7 cm. Material: gresie, cioplire, șlefuire | Cu stema Clujului provine din zidul de incintă al orașului medieval Cluj. Câmpul plăcii este flancat de semicoloane. În centru este plasată stema Clujului (o poartă cu trei turnuri, cel din centru fiind mai înalt), încadrată de o cunună cu ornamente vegetale. Cornișa este puternic profilată, cu ornamente vegetale și baghetă. În stânga cununii, sus, pot fi distinse cifrele "15...". | Muzeul Național de Istorie a Transilvaniei, Cluj | Cimec    |
|      | Placă                                                          | Datare: 1663 Dimensiuni: L: 56 cm., l: 127 cm., gr.: 27 cm. Material: gresie, cioplire, șlefuire | Cu inscripție provine din zidul de incintă al orașului medieval Cluj. Placa este de formă dreptunghiulară, masivă, având la extremități câte o semicoloană în relief plat, decorată cu baghete, canelată. O cunună circulară de ornamente vegetale este împărțită în două câmpuri egale printr+un ax vertical, este situată în centru. Textul (AC.CLEMEN/...ERAT OF.../...EM-VM TOM.../...NV...ET CVM/...NS CLAV/DIOPOLI-TANUS/HE...TOR-...ONES/DEBITAT-ZA. HVNC/MVRVM-ERIGEBAT/CALEN-DIS) încadrează cununa pe trei dintre laturile ei. Deteriorări în partea superioară și marginea din stânga. Prezintă erodare a feței. | Muzeul Național de Istorie a Transilvaniei, Cluj | Cimec    |
|      | Tipar de sigiliu al breslei aurarilor din Cluj                 | Datare: Sec. XV-XIX Școală: Atelier clujean Dimensiuni: diametru: 36 mm Material: argint (70%), turnare, gravare, cizelare | Este un tipar sigilar din argint, fără mâner. Chenarul dublu este întrerupt în mai mult locuri de o bandă în care este înscrisă inscripția, în limba germană, cu litere gotice. În centrul sigiliului este reprezentat Sf. Egidiu, așezat, purtând mitra episcopală și o mantie cu falduri, ținând în mâna stângă un ciocan de aurar, iar în cea dreaptă un pahar. În stânga sa se află o nicovală. | Muzeul Național de Istorie a Transilvaniei, Cluj | Cimec    |
|      | Roțile plutitoare Autor: Martin, Lajos                         | Datare: 1895 - 1896 Dimensiuni: L: 101 cm, I: 34 cm, H pedale: 101 cm, D rotoare: 81 cm, L paletă: 32 cm Material: lemn, metal (alamă, oțel), decupare, turnare, strunjire | Creație tehnică unicat. Aparatul este format din patru roți cu palete, fixate pe un cadru, ce puteau fi puse în mișcare simultan pe baza forței de pedalare a "pilotului" cu ajutorul unui angrenaj complex format din două pedale și un sistem de roți dințate. | Muzeul Național de Istorie a Transilvaniei, Cluj | Cimec    |
|      | Fluier                                                         | Datare: 1865 Dimensiuni: L: 32,5 cm, D: 2,5 cm Material: lemn de soc, cioplire manuală uzuală în Munții Apuseni | Unicat datorită apartenenței. Fluierul face parte din tipul numit populat "trișcă", cu dop și gură tranversală, cu șase orificii pentru digitație și ornamente inelare subțiri. | Muzeul Național de Istorie a Transilvaniei, Cluj | Cimec    |
|      | Pipă                                                           | Datare: 1865 Dimensiuni: L: 17 cm, D: 2,5 cm Material: lemn de vișin și fag, cioplire manuală uzuală în Munții Apuseni | Piesa este compusă din două piese: corpul propriu-zis cioplit din lemn de fag respectiv șipca detașabilă din lemn de vișin. Este lucrată într-o manieră mai brută, nefinisată, cu urme de cioplire. | Muzeul Național de Istorie a Transilvaniei, Cluj | Cimec    |
|      | Lance                                                          | Datare: 1848 - 1849 Dimensiuni: L: 51 cm, l max: 7,5 cm Material: fier forjat | Lancea se lățește treptat de la vârf spre bază; nervura centrală este mai groasă subțiindu-se spre margini, iar manșonul este rotund. | Muzeul Național de Istorie a Transilvaniei, Cluj | Cimec    |
|      | Pahar                                                          | Datare: 1849 Dimensiuni: H: 15 cm, D gură: 9 cm, D picior: 7,5 cm Material: cristal de Boemia, șlefuit și pictat | Paharul este de culoare verde-gălbuie, are forma unei cupe cu picior, este șlefuit cu opt fețe iar piciorul are marginea lobată. Este ornamentat cu motive fine geometrice și florale în stil baroc târziu. | Muzeul Național de Istorie a Transilvaniei, Cluj | Cimec    |
|      | Portnotes                                                      | Datare: 1849 Dimensiuni: L: 14 cm, I: 8 cm Material: piele și hârtie, legat și ștanțat | Este confecționat din piele brun deschisă, cu ornamente geometrice ștanțate. În interior este căptușit cu piele roșie și are 10 file de hârtie, în parte cu însemnări ale sale și ale aghiotantului său. | Muzeul Național de Istorie a Transilvaniei, Cluj | Cimec    |
|      | Pahar                                                          | Datare: 1849 Dimensiuni: G: 227,3 g, Ag 700 ‰, H: 13,5 cm, D gură: 7 cm, D talpă: 8,5 cm Material: argint parțial aurit | Unicat datorită apartenenței. Paharul are talpa circulară decorată cu motive vegetale stilizate, corpul oval, cu arabescuri sub buză. Decorul este gravat, suprafețele libere sunt poinsonate, pe bordura tălpii se află sigla de meșter ("S.I.") și de titlu ("13"). | Muzeul Național de Istorie a Transilvaniei, Cluj | Cimec    |
|      | Hartă                                                          | Datare: 1849 Dimensiuni: L: 61 cm, l: 50 cm Material: hârtie pe pânză, litografie | Unicat datorită apartenenței. Hartă litografică redactată în limba germană ce înfățișează Principatul Transilvaniei. Este lipită pe pânză neagră și îndoită în 15 dreptunghiuri. A fost tipărită la începutul anului 1849 de către editorul sibian M. Hochmeister (ediția a II-a). | Muzeul Național de Istorie a Transilvaniei, Cluj | Cimec    |
|      | Sigiliu                                                        | Datare: 1849 Dimensiuni: L: 5 cm, D: 2/2,5 cm Material: alamă | Unicat datorită apartenenței. Sigiliul este confecționat din alamă, are un mâner metalic cu secțiune dreptunghiulară și disc oval. Pe disc este gravată monograma "I.B.", în scut de blazon, flancat de reprezentări de steaguri și arme. | Muzeul Național de Istorie a Transilvaniei, Cluj | Cimec    |
|      | Plosca de campanie                                             | Datare: 1849 Dimensiuni: H: 22 cm, l: 13 cm Material: sticlă în toc de piele | Unicat datorită apartenenței. Sticla de formă ovală este îmbrăcată într-o husă potrivită de piele netedă, având o curea ornamentată cu cusături. | Muzeul Național de Istorie a Transilvaniei, Cluj | Cimec    |
|      | Sigiliu                                                        | Datare: 1848 - 1849 Dimensiuni: L: 3 cm, l: 2,8 cm Material: alamă | Unicat datorită apartenenței. Sigiliul este de formă dreptunghiulară, are scut încărcat cu călăreț, pe cal cabrat conturat pe o terasă verde; scutul este timbrat de coif cu lambuchini având rețeaua închisă și coroana deschisă cu cinci fleuroane. | Muzeul Național de Istorie a Transilvaniei, Cluj | Cimec    |
|      | Trusă                                                          | Datare: 1848 - 1849 Dimensiuni: H: 15 cm, D suport: 19 cm Material: lemn strunjit vopsit în negru | Unicat datorită apartenenței. Trusa este formată din trei recipienți cilindrici, dintre care unul pentru praful-sugativă, și din două sfeșnice. Componentele sunt dispuse pe un suport circular ce are un mâner fusiform și este sprijinit pe trei piciorușe din os. | Muzeul Național de Istorie a Transilvaniei, Cluj | Cimec    |
|      | Trusă                                                          | Datare: 1892 - 1894 Dimensiuni: D: 22,5 cm, H: 14 cm, Tampon: L: 14 cm, l: 7 cm, Sfeșnic: D: 12,5 cm, H: 8,5 cm, Suport hârtie și călimară metal: L: 24,5 cm, l:14 cm, H: 19,5 cm Material: metal ornamentat cu motive vegetale, sticlă, lemn; suport și călimară de sticlă | Unicat datorită apartenenței. Trusa este formată din: a) suport în formă de farfurioară b) călimară din sticlă cu capac metalic c) tampon din lemn și metal d) sfeșnic cu mâner (M. 8760 a-d) respectiv suport pentru hârtie și călimară din metal (M. 8762). | Muzeul Național de Istorie a Transilvaniei, Cluj | Cimec    |
|      | Lupă de campanie                                               | Datare: 1849 Dimensiuni: L: 15 cm, l: 7,5 cm Material: sticlă dreptunghiulară, alamă, lemn, piele | Unicat datorită apartenenței. Lupa este confecționată dintr-o lentilă dreptunghiulară, în ramă de alamă, cu mâner profilat din lemn strunjit, protejată într-o cutie de lemn căptușită cu piele de căprioară. | Muzeul Național de Istorie a Transilvaniei, Cluj | Cimec    |
|      | Cravașă                                                        | Datare: 1849 Dimensiuni: L cutie: 72,5 cm, l: 5,5 cm Material: nuia de trestie, sfoară, metal, lemn, mătase, piele | Unicat datorită apartenenței. Cravașa este confecționată dintr-o nuia de trestie învelită în împletitură decorativă din sfoară, ornamentată cu inele din fir metalic și așezată într-o cutie îmbrăcată în piele maro, cu decor de arabescuri aurite. | Muzeul Național de Istorie a Transilvaniei, Cluj | Cimec    |
|      | Trusa de bărbierit a lui Iosif Bem                             | Datare: 1849 Dimensiuni: L: 20 cm, l: 8 cm, H: 4,5 cm Material: metal, lemn, fildeș, piele, hârtie | Unicat datorită apartenenței. Trusa este formată dintr-o săpunieră de cositor, două brice cu mâner de fildeș (pe lame figurează mărcile Silver Steel și Recordo di Milano) și o ascuțitoare de brice. Componentele sunt așezate într-o cutie din lemn îmbrăcat în piele în interiorul căreia este lipită o litografie cu piața din Dresda. | Muzeul Național de Istorie a Transilvaniei, Cluj | Cimec    |
|      | Samovar                                                        | Datare: 1848 - 1849 Dimensiuni: H: 33 cm, D: 19 cm Material: aramă, alamă, cositor, lemn | Unicat datorită apartenenței. Samovarul se compune din două piese detașabile: ceainicul și suportul acestuia. Ceainicul este din aramă cu perete interior dublu și cana are pe margine și capac decor floral ștanțat. Suportul are trei piciorușe, este din aramă mai închisă la culoare și are același decor floral. | Muzeul Național de Istorie a Transilvaniei, Cluj | Cimec    |
|      | Vas                                                            | Datare: Începutul sec. Al XX-lea Dimensiuni: H: 20 cm, D: 26 cm Material: porțelan Alt-Wien, decalcomanie | Vasul este de culoare albastru cobalt, este ornamentat cu motive fine geometrice și florale; într-un chenar auriu este reprodusă o scenă de gen prin decalcomanie cu două țărănci care se odihnesc. | Muzeul Național de Istorie a Transilvaniei, Cluj | Cimec    |
|      | Toc cu peniță                                                  | Datare: 1887 Dimensiuni: Ag 700 ‰, L: 21 cm, D: 0,6 cm Material: argint aurit, ciocănit și gravat | Tocul are corpul svelt, fusiform din argint aurit terminat cu un bulb mic aplatizat. Corpul este ornamentat cu șiruri de linii orizontale, meandre și puncte. Penița este din metal obișnuit. | Muzeul Național de Istorie a Transilvaniei, Cluj | Cimec    |
|      | Șa - scăriță                                                   | Datare: 1848 Dimensiuni: L: 14 cm, l: 5 cm, H: 15 cm Material: alamă | Scăriță de șa confecționată din alamă. Pe baza de sprijin are gravată pe o parte inscripția Gábor Áron, iar pe cealaltă parte inscripția 1848 4/11. | Muzeul Național de Istorie a Transilvaniei, Cluj | Cimec    |
|      | Eșarfă                                                         | Datare: 1918 Dimensiuni: L: 200 cm, l: 6 cm Material: mătase cu franjuri | Eșarfa tricolor este confecționată din mătase cu franjuri aurii având cusut cu fir auriu textul: ALBA IULIA 1 DEC. 1918. IOACHIM CRĂCIUN. | Muzeul Național de Istorie a Transilvaniei, Cluj | Cimec    |
|      | Clopoțel                                                       | Datare: 1848 Dimensiuni: înălțimea clopoțelului: 4,5 cm, înălțimea mânerului: 4,5 cm, D: 6 cm Material: alamă cu ornament turnat | Clopoțelul, de dimensiuni mici, folosit la Dieta din Cluj din anul 1848, este decorat cu un ornament turnat separat din alamă, format din patru vițe de vie. Mânerul, constituit din cinci bare subțiri de alamă, se termină într-un glob ajurat, de asemenea de alamă. | Muzeul Național de Istorie a Transilvaniei, Cluj | Cimec    |
|      | Față de masă                                                   | Datare: 1846 - 1849 Dimensiuni: L: 97 cm, l: 97 cm Material: țesătură de in și bumbac | Fața de masă, țesută simplu, din amestec de in-bumbac nealbit, cu franjuri din materialul de fond, a fost folosită de către revoluționarul maghiar Táncsics Mihály în anii de detenție (1846-1848 sau după reprimarea Revoluției de la 1848-49). | Muzeul Național de Istorie a Transilvaniei, Cluj | Cimec    |
|      | Trusă                                                          | Datare: 1846 - 1849 Dimensiuni: L cuțit: 23 cm, L furculiță: 20 cm Material: oțel oxidabil, os; turnare, strunjire | Trusa de tacâmuri, folosită de către revoluționarul maghiar Táncsics Mihály în anii de detenție (1864-1848 sau după reprimarea Revoluției de la 1848-1849) este formată dintr-un cuțit cu lamă lată, ușor curbată, marcată și dintr-o furculiță cu urme de folosință îndelungată. Ambele au mânere de os. | Muzeul Național de Istorie a Transilvaniei, Cluj | Cimec    |
|      | Sigiliu                                                        | Datare: Primele decenii ale secolului al XX-lea Dimensiuni: L mâner: 10 cm, D sigiliu: 3,5 cm Material: lemn, alamă | Sigiliul Asociației Muzeului Ardelean din Cluj, confecționat din alamă, cu mâner din lemn. Pe disc sunt gravate denumirile în limba română și maghiară a Asociației, precum și anul de constituire a acesteia: Erdélyi Múzeum Egylet; Uniunea Muzeului Ardelean; 1859. | Muzeul Național de Istorie a Transilvaniei, Cluj | Cimec    |
|      | Cruce-relicvar                                                 | Datare: Sec. XII - XIII Școală: Atelier kievean Dimensiuni: 9,5x6,8 cm Material: bronz; turnare | Cruce dublă - relicvar, de bronz, kieviană, de tip A. Se păstrează în întregime ambele jumătăți ale crucii, inclusiv urechile balamalelor pentru prins și închis de la extremitățile brațelor verticale. Pe fața primei jumătăți, în mijloc, Hristos pe cruce. Pe brațele orizontale ale crucii, deasupra și dedesuptul mâinilor lui Hristos, inscripții tocite, indescifrabile. La capetele acelorași brațe și la capătul brațului superior, câte un bust în medalion circular. Pe fața celei de-a doua jumătăți, Maica Domnului cu pruncul Iisus în brațe, pe mâna stângă. De o parte și de alta, litere indescifrabile. Medalioane cu busturi de sfinți la capete acelorași brațe ale crucii, ca și pe prima jumătate. | Muzeul Național de Istorie a Transilvaniei, Cluj | Cimec    |
|      | Valtrap                                                        | Datare: Sec. XVIII Școală: Atelier transilvănean Dimensiuni: L: 130 cm; La: 110-165 cm Material: velur; fir de argint aurit; paiete de cupru; fir de mătase; broderie în relief; aplicații de velur policrom; căptușeală; franjuri din fir de mătase | Forma și structura ornamentală a piesei: un vrej meandric cu rozete cu șase petale și frunzulițe încadrează întreaga piesă de formă trapezoidală. Decorul oglindei se desfășoară pe două registre. Treimea superioară este ocupată de un medalion oval - alungit, cu contururi lobate, neornamentat. Restul suprafeței este rezervat registrului principal: două medalioane circulare, identice, dispuse simetric față de axul central. În cercurile concentrice ale medalioanelor se află două vrejuri meandrice purtând rozete cu mai multe registre de petale, lalele occidentale și frunzulițe care se rânduiesc în jurul rozetei centrale. | Muzeul Național de Istorie a Transilvaniei, Cluj | Cimec    |
|      | Valtrap                                                        | Datare: Sec. XVIII Școală: Atelier transilvănean Dimensiuni: L: 132 cm; La: 106-168 cm Material: velur; fir de argint aurit; paiete de cupru; fire de mătase colorate; broderie în relief; căptușeală; franjuri din fir de mătase | Piesa este de formă trapezoidală, confecționată din velur vișiniu, cu broderie în relief din fir de argint aurit și fire de mătase, decorată cu paiete de cupru. Bordura piesei este decorată cu un vrej meandric mai simplu, întreruptă ritmic de lalele orientale stilizate. Registrul principal este constituit din două vrejuri în spirală, identice, simetrice față de un ax imaginar, cu flori de clopoțel, compoziții de ananas, care împreună ilustrează întrepătrunderea stilului renascentist cu cel baroc, în arta transilvăneană din secolul al XVIII-lea. | Muzeul Național de Istorie a Transilvaniei, Cluj | Cimec    |
|      | Sabretaș                                                       | Datare: Sec. XVII - XVIII Școală: Atelier transilvănean Dimensiuni: corpul L: 33-34 cm, La: 24-28,5 cm; clapa L: 35-38 cm, La: 25-30 cm Material: piele; velur; sârmă cannetille; bouillon; fir neted; paiete de argint aurit; broderie în relief; căptușeală; șnur de argint aurit; verigi de alamă                                                                           | Sabretaș cu două despărțituri, cu căptușeală de mătase carmin dublând pe cea din pânză de in. Este confecționată din piele vișinie și velur carmin, brodată cu fir de argint aurit. În partea superioară a clapei se desfășoară o friză de rodii dinamizate, semipalmete și palmete, cu o rozetă în centru. Sub o bandă despărțitoare ondulată este dispusă compoziția ornamentală centrală alcătuită din registre ascendente de rodii dinamizate, garoafe, bujori, flori de clopoțel, palmete și frunze. Întregul decor este încadrat de un chenar ondulat. | Muzeul Național de Istorie a Transilvaniei, Cluj | Cimec    |
|      | Sabretaș                                                       | Datare: 1/2 sec. XVIII Școală: Atelier transilvănean Dimensiuni: corpul L: 34,5-36 cm, La: 27-30 cm; clapa L: 38,5-40 cm, La: 27,5-33 cm Material: piele; velur; sârmă cannetille; frise; brillant; fir neted; paiete de argint aurit; fire colorate de mătase; pietre de sticlă; broderie în relief; aplicație; căptușeală; șnur de argint aurit; verigi de alamă             | Sabretaș cu o despărțitură, cu decor liniar marochinat pe corp, confecționat din piele cafenie și velur negru, decorat cu broderie în relief și aplicații. Clapa este încadrată de un chenar desenat de un vrej dublu, cu arcuiri în sensuri opuse, cu largi bucle în colțuri, întrerupt ritmic de mici rozete cu patru petale. Buclele din colțuri susțin câte o pereche de palmete zimțate. Centrul oglinzii este ocupat de stema Transilvaniei, redată cu mare acuratețe, respectând rigorile heraldice. Cele două componente ale stemei, coroana și scutul de blazon, au fost cusute separat și apoi aplicate peste fondul de velur. | Muzeul Național de Istorie a Transilvaniei, Cluj | Cimec    |
|      | Sabretaș                                                       | Datare: 3/4 sec. XVIII Școală: Atelier transilvănean Dimensiuni: corpul L: 34-35 cm, La: 24,5-29,5 cm; clapa L: 37,5-40 cm, La: 26,5-32,5 cm Material: piele; velur; sârmă cannetille; frise; brillant; fir neted; paiete de argint aurit; fire colorate de mătase; plăcuțe metalice vopsite; broderie în relief; aplicație; căptușeală; șnur de argint aurit; verigi de alamă | Sabretaș cu două despărțituri, cu decor liniar marochinat pe corp, confecționat din piele vișinie și velur cafeniu, decorat cu broderii și aplicații. Clapa este încadrată de un chenar, care a fost brodat separat, format dintr-un masiv vrej de acant stilizat, în jurul căruia se încolăcește o tijă înfrunzită, stilizată, purtând flori de răsură și ciorchini de struguri. Ambele motive au fost realizate din paiete cu bordura perlată, prinse direct pe velurul vișiniu cu fir neted de argint aurit. În oglindă este aplicat blazonul familiei Wass. Coroana nobiliară și scutul de blazon au fost executate separat și au mai multe straturi ornamentale, realizându-se astfel un relief mai înalt. | Muzeul Național de Istorie a Transilvaniei, Cluj | Cimec    |
|      | Sabretaș                                                       | Datare: 3/4 sec. XVII - 1/4 sec. XVIII Școală: Atelier transilvănean Dimensiuni: corpul L: 30-34 cm, La: 25,5-27,5 cm; clapa L: 38-40 cm, La: 26-29 cm Material: piele; velur; sârmă cannetille; bouillon; fir neted; paiete de argint aurit; broderie în relief; căptușeală; șnur de argint aurit; verigi de alamă                                                            | Sabretaș cu două despărțituri și cu corpul de piele nedecorată. Este confecționată din piele bordo și velur vișiniu, brodată cu fir de argint aurit. În partea superioară a clapei se desfășoară o friză de rodii dinamizate, semipalmete și palmete, cu un trandafir în centru. Sub o bandă despărțitoare ondulată este dispusă compoziția ornamentală centrală alcătuită din registre ascendente de rodii dinamizate, garoafe, bujori, flori de clopoțel, palmete și frunze. Întregul decor este încadrat de un chenar ondulat. | Muzeul Național de Istorie a Transilvaniei, Cluj | Cimec    |
|      | Sabretaș                                                       | Datare: 1/2 sec. XVIII Școală: Atelier transilvănean Dimensiuni: corpul L: 36-38,5 cm, La: 26-31,5 cm; clapa L: 37,5-42 cm, La: 27-33 cm Material: piele; postav; sârmă cannetille; frise; brillant; fir neted; paiete de argint aurit; fire colorate de mătase; plăcuțe metalice vopsite; broderie în relief; aplicație; căptușeală; șnur de argint; verigi de alamă          | Sabretaș cu o despărțitură, cu decor liniar marochinat pe corp, confecționat din piele verde și postav verde, decorat cu broderie în relief și aplicații. Clapa este încadrată de un chenar desenat de un vrej dublu, cu arcuiri în sensuri opuse, cu largi bucle în colțuri, întrerupt ritmic de mici rozete cu patru petale. Buclele din colțuri susțin câte o pereche de palmete zimțate. Centrul oglinzii este ocupat de stema Transilvaniei, redată cu mare acuratețe, respectând rigorile heraldice. În realizarea suprafețelor compacte broderul a optat pentru înlocuirea firelor metalice cu țesături de mătase, ripsuri și satinuri colorate, îmbogățite de fire de argint țesute în fond. | Muzeul Național de Istorie a Transilvaniei, Cluj | Cimec    |
|      | Fileu de păr                                                   | Datare: Sec. XVII Descoperit: jud. Cluj, Cluj Napoca, Biserica reformată de pe str. M. Kogălniceanu Dimensiuni: D: 13-15 cm Material: fire de mătase naturală; fire de argint aurit; ornamente de argint aurit; perle; confecționat manual | Fileu de păr confecționat manual din fire de mătase naturală și fire de argint aurit pe suport de mătase naturală, cu ornamente din argint aurit și perle. Piesa este formată dintr-un disc oval de care este prins fileul propriu-zis împletit cu multe ornamente din fire de argint aurit. | Muzeul Național de Istorie a Transilvaniei, Cluj | Cimec    |
|      | Cizme                                                          | Datare: Sec. XVII - XVIII Dimensiuni: Î: 30-36 cm; L: 29 cm Material: safian; cannetille; frise; paiete de argint aurit; pietre de sticlă; safian beige | O pereche de cizme brodate din safian maro închis ornamentat cu paiete de argint aurit și pietre de sticlă albă. Ornamentul este alcătuit dintr-un vrej înfrunzit de salcâm, cu unduiri line, ce bordează căputa și turetcile, marcând și liniile mediane verticale ale turetcilor. În partea superioară a acestora decorul este completat cu câte o ghirlandă cu rozete. | Muzeul Național de Istorie a Transilvaniei, Cluj | Cimec    |
|      | Bonetă                                                         | Datare: Sec. XVI Descoperit: jud. Alba, Cetatea de Baltă Dimensiuni: D: 27 cm Material: catifea; satin de mătase naturală; aplici de aur și email; perle | Bonetă de coc din catifea brună din fire de mătase naturală, în formă de cerc. În interior are cusute 30 de pliuri, în partea superioară are o calotă cu diametru de 16 cm, iar partea inferioară are o deschidere de 12 cm. Pe margine se află o bandă cusută de 1,5 cm. Decorul constă dintr-un rând de aplici din aur de 18 carate, ornat cu email alb și albastru, între două rânduri de perle. Banda din marginea bonetei este de asemenea marcată de un rând de perle. Piesa a fost descoperită la sfârșitul sec. XIX cu ocazia renovării bisericii evanghelice de la Cetatea de Baltă, în sicriul lui Kendi Zsofia, soția lui Bogathi Menyhery. | Muzeul Național de Istorie a Transilvaniei, Cluj | Cimec    |
|      | Ușă cu ferecătură                                              | Datare: Sec. XIV Școală: Atelier transilvănean Descoperit: jud. Cluj, com. Sântejude, Biserica reformată Dimensiuni: Î: 122 cm; l: 105 cm: G: 6 cm Material: lemn de fag; fier forjat | Ușa provine de la Biserica reformată din Sântejude, a aparținut vechii biserici dărâmate la începutul sec. XX. Piesa este confecționată dintr-o singură bucată mare de fag, înspre zăvor având adăugată o altă bucată mai mică. Consolidarea realizată prin două benzi de fier forjat, prinse de partea lemnoasă prin cuie mari. Ornamentată cu romburi care, atât pe axele verticale, cât și pe cele orizontale prezintă terminații în formă de crin, într-o lucrătură rustică. Motivistica și tehnica ornamentală sunt specific transilvănene. Suprafața ornamentului, care vine în contact cu lemnul, este plată. | Muzeul Național de Istorie a Transilvaniei, Cluj | Cimec    |
|      | Strană cu două locuri                                          | Datare: Sec. XV Școală: Atelier clujean Descoperit: jud. Cluj, Cluj-Napoca, Biserica romano-catolică Sf. Mihail Dimensiuni: Î: 220 cm; L: 144 cm: La: 44 cm Material: lemn de stejar; sculptare; traforare | Strană cu două locuri marcate. Baldachinul stranei este decorat în interior cu sculpturi în formă de arce care se întretaie alcătuind bolți miniaturale. Partea laterală dreapta a stranei este sculptată, imaginând tipul de fereastră gotică biforă. Partea stângă are traforate în partea superioară ferestre gotice cu muluri flamboaiante, terminate în arc frânt, având în față o semicolonetă angajată, torsionată. O fereastră biforă similară în partea inferioară, încheiată în arc frânt, câmpul acesteia fiind decorat cu muluri flamboaiante. Locurile sunt delimitate printr-o rezemătoare intermediară, prelungită într-o placă sculptată. Racordarea brațelor cu partea inferioară a plăcii despărțitoare se face printr-o colonetă cu fusul canelat, cu bază și capitel. | Muzeul Național de Istorie a Transilvaniei, Cluj | Cimec    |
|      | Pahar Autor: Marton Gyula                                      | Datare: 1633 Școală: Atelier clujean Descoperit: jud. Cluj, Cluj-Napoca Dimensiuni: Î: 13,5 cm; Dbază: 7 cm; Dgurii: 10,5 cm Material: argint; turnare; cizelare; gravare | Corp cilindric, care se lărgește înspre gură. În jurul buzei, o fâșie lată de aprox. 1,8 cm, ornamentată cu motive vegetale (frunze, lujeri, vrejuri) și stilizate, dezvoltate în flux continuu, realizate prin gravare și hașurare. Pe corpul paharului, încadrat de o cunună gravată, se află un blazon compus dintr-un scut cu baza în acoladă. În câmpul scutului, inițialele G. B. Deasupra scutului un coif, deasupra acestuia o coroană deschisă, cu fleuroane pe care se sprijină o spadă. În jurul scutului, următoarea inscripție gravată cu majuscule: BACZY. GEORGY. 1633. Siglă de meșter: M.G. | Muzeul Național de Istorie a Transilvaniei, Cluj | Cimec    |
|      | Masă sculptată                                                 | Datare: 1597 Școală: Atelier sibian Descoperit: jud. Sibiu Dimensiuni: Î: 70 cm; L: 108 cm; La: 85 cm Material: lemn de brad; lemn de paltin; lemn de stejar | Masă tip "leagăn". Tăblia este puțin detașată de ladă. În față, central, lada are un blazon renascentist cu emblema Sibiului (două săbii încrucișate), având incizat și anul 1597. O rozetă cu mai multe petale se află la capătul din stânga al vrejului cu care se încolăcesc frunzele de stejar stilizate. Acest motiv se repetă identic și pe celelalte trei frize, la fel ca și pe leagăn. Părțile laterale, nesculptate ale leagănului poartă urme de vopsea verde și ocru. Pe fundul lăzii, în mijloc, este o placă de închidere, de asemenea vopsită în cele două culori. Cele patru picioare sunt înconjurate și fixate prin bare. | Muzeul Național de Istorie a Transilvaniei, Cluj | Cimec    |
|      | Dulap de haine                                                 | Datare: Sec. XV Școală: Atelier clujean Descoperit: jud. Cluj, Cluj-Napoca, Plebania romano-catolică Sf. Mihail Dimensiuni: Î: 247 cm; L: 119 cm; La: 88 cm Material: lemn de stejar; fier | Dulap pentru păstrarea veșmintelor bisericești. Piesă masivă, paralelipipedică, cu ferecături și balamale din fier, simplu ornamentate. Reprezintă un exemplar tipic al mobilierului gotic. | Muzeul Național de Istorie a Transilvaniei, Cluj | Cimec    |
|      | Coroană                                                        | Datare: Sec. XVI Dimensiuni: Î: 28 cm; L: 26 cm; La: 24 cm Material: fier forjat; forjare; batere | Piesa este compusă din 12 bucăți de benzi de fier forjat cu o lățime de 22 cm și o grosime de 0,3 cm. Prin îmbinarea acestor benzi a fost realizată "coroana", având forma unei cuști în care era introdus capul condamnatului. | Muzeul Național de Istorie a Transilvaniei, Cluj | Cimec    |
|      | Cană cu capac                                                  | Datare: Înc. sec. XVII Școală: Atelier clujean Descoperit: jud. Hunedoara, Biserica reformată Dimensiuni: Î: 22,5 cm; Dbazei: 11,5 cm; Dgurii: 8,2 cm Material: argint aurit; turnare; cizelare; gravare; ciocănire la rece | Bază circulară, bordură îngustă netedă. Talpă ușor convexă, înconjurată cu un brâu turnat, cizelat, aurit. Corpul cilindric relativ lat se îngustează spre gură și capac. Capacul ușor bombat, neted, cu ornamentul din centru lipsă. Mâner în formă de bandă, arcuit, turnat, cizelat, cu balamaua în formă de cap de înger bifacial cu aripi. În partea din față a corpului, într-un medalion, se află gravat blazonul familiei Csolnakosi și două inscripții: CSOLNAKOSI. SVSANNA. 1.6.8.5., respectiv CZINALTATTA A HVNYADI ECLESIAN [A]K - ambele fiind executate, cel mai probabil, cu ocazia donării obiectului. Pe fundul cănii este gravată sigla de meșter M B în ligatură. | Muzeul Național de Istorie a Transilvaniei, Cluj | Cimec    |
|      | Cană cu capac                                                  | Datare: 1/2 sec. XVII Școală: Atelier clujean Dimensiuni: Î: 22 cm; Dbazei: 13,5 cm; Dgurii: 9,5 cm Material: argint aurit; granulare; turnare; cizelare; gravare | Bază circulară, bordură îngustă netedă. Talpă convexă, mărginită în partea inferioară de un brâu canelat, turnat și de o bandă circulară netedă. Corpul cănii este ornamentat cu granule foarte fine. Capacul, realizat prin granulare, are în partea dinspre buză o dublă canelatură în relief, precum și o bandă netedă. În centrul capacului bombat este așezat un leu heraldic, realizat prin turnare, cizelare, în laba anterioară ținând o săgeată. Mânerul arcuit, latura exterioară realizată prin canelatură concavă, paralelă, verticală, având la extremitatea inferioară un scut, în câmpul acestuia, realizat prin gravare. În partea din față a corpului, sub bordura buzei, se află un blazon gravat, compus dintr-un leu heraldic înconjurat de un dragon ouroboros, însoțit de inscripția: STEP[HANVS]. BO[CSKAI]. DE. KIS. MAR[JA]. PRI[NCEPS]. TRANSYLVA[NIAE]. Întreaga reprezentare este încadrată de o cunună gravată. | Muzeul Național de Istorie a Transilvaniei, Cluj | Cimec    |
|      | Tabernacol                                                     | Datare: 1537 Descoperit: jud. Bihor, com. Cuieșd, Biserica reformată Dimensiuni: Î: 208 cm; L: 92 cm; Gr: 22 cm Material: calcar; cioplire; șlefuire | Tabernacolul are forma unei edicule, delimitat de pilaștri canelați. Desenul lespezilor pavimentare și casetele tavanului sugerează iluzia spațială a unei mici încăperi unde planează porumbelul Sfântului Duh. În timpanul coronamentului, decorat cu o scoică se ivește figura lui Hristos. Tabernacolul poartă o serie de inscripții: în timpan, pe cornișa superioară și pe cornișa posterioară. Blazonul comanditarului Nicolae Tomiri este flancat de monograma acestuia: N T. | Muzeul Național de Istorie a Transilvaniei, Cluj | Cimec    |
|      | Sarcofagul contelui Gheorghe Haller și a soției Helena Bocskai | Datare: Cca. 1200 Descoperit: jud. Mureș, com. Albești, Biserica reformată Dimensiuni: Î: 85 cm; l: 224 cm; Gr: 124 cm Material: calcar; cioplire; șlefuire | Monumentul funerar se compune dintr-un sarcofag cu capac, cu soclu și cornișă puternic subliniate, ambele decorate cu frize succesive din palmete, ove și șiraguri de perle. Cele două laturi sunt acoperite de vrejuri și frunze de acant, ce răsar din câte un potir. Pe capac, blazonul este înconjurat de o cunună de lauri și frunze groase, cu patru lalele răsucite în colțuri. Capacul poartă o inscripție. Pe una din laturile scurte apare blazonul soției sale și inscripția: HELENA BOCHKAI DE KISMARIA. | Muzeul Național de Istorie a Transilvaniei, Cluj | Cimec    |
|      | Lintelul portalului de la casa lui Bernardus Piktor            | Datare: 1514 Școală: Atelier clujean Descoperit: jud. Cluj, Cluj-Napoca, Str. Regele Ferdinand, fostul nr. 308 Dimensiuni: Î: 300 cm; L: 207 cm; Gr: 25 cm Material: calcar; cioplire | Lintelul fracturat în două bucăți este decorat la extremități de câte o pereche de frunze stilizate - primul semn de pătrundere a stilului Renașterii în orașul Cluj. Lintelul poartă o inscripție cu ligaturi. Dedesuptul frunzelor poate fi descifrat numele comanditarului și anul fabricației: BERNARDUS PIKTOR / 1514. | Muzeul Național de Istorie a Transilvaniei, Cluj | Cimec    |
|      | Blazonul episcopului Ladislau Geréb                            | Datare: Sf. sec. XV Descoperit: jud. Cluj, com. Gilău, Castelul episcopului Ladislau Geréb Dimensiuni: Î: 64 cm; L: 83 cm; Gr: 22,5 cm Material: calcar; cioplire | Piesa sculpturală compusă dintr-un blazon renascentist timpuriu reprezentând un leu rampant flancat de doi putti durdulii. Modelarea leului heraldic trădează o nervozitate plastică gotică, iar motivul cu cei doi putti ce susțin scutul aparține tezaurului de forme renascentiste. | Muzeul Național de Istorie a Transilvaniei, Cluj | Cimec    |
|      | Bază de coloană geminată de la Cluj-Mănăștur                   | Datare: Cca. 1200 Școală: Atelierul mănăstirii benedictine Cluj-Mănăștur Descoperit: jud. Cluj, Cluj-Napoca, Fosta rotondă aflată la nord de biserica romano-catolică din cartierul Mănăștur Dimensiuni: Î: 21 cm; L: 88 cm; Gr: 34,5 cm Material: calcar; cioplire; șlefuire                                                                                                  | Piesa se compune din două baze de colonete cu gheare și cu profiluri turtite. Între cele două baze este sculptat un cap de bărbat cu părul sugerat printr-o buclă pe frunte, cu mustăți și barbă striate, încadrat de monștri hibrizi. Cel din dreapta, mai bine păstrat, reprezintă un cap de bărbat cu barbă și mustață, un nas turtit și urechi, ce s-ar potrivi mai degrabă unei feline. Gâturile celor doi monștri se prelungesc în formă de șerpi fără solzi și se încrucișează cu figura centrală, terminându-se într-un fel de cozi de sirenă. Pentru tipul iconografic reprezentat nu cunoaștem deocamdată analogii apropiate. | Muzeul Național de Istorie a Transilvaniei, Cluj | Cimec    |
|      | Cană                                                           | Datare: Sec. XVI Școală: Atelier clujean Descoperit: jud. Cluj, Cluj-Napoca Dimensiuni: Î: 31 cm; La: 16 cm Material: cositor | Cana se compune dintr-un trunchi de formă cilindrică, capac și toartă în formă de semnul întrebării. Trunchiul ritmat de un brâu median este decorat cu motive în solzi de pește și în zig - zag. Toarta poartă semnul orașului Cluj și semnul meșterului cu minuscule gotice, în fundul cănii apare un medalion cu reprezentarea Calvariei. | Muzeul Național de Istorie a Transilvaniei, Cluj | Cimec    |
|      | Cristelnița de la Someșeni                                     | Datare: Sec. XIV Școală: Atelier clujean Descoperit: jud. Cluj, com. Someșeni, Biserica romano-catolică Dimensiuni: Î: 100 cm; D: 47,5 cm Material: calcar; cioplire | Cristelnița se compune dintr-un picior pătrat cu laturile superioare ușor înclinate, fus prismatic cu patru fețe și cupă în formă de cazan cilindric. Decorul se află pe fusul cristelniței, care este prevăzut cu un brâu compus dintr-un motiv de stele îmbinate, realizat prin crestături triunghiulare. La bază, cupa este împodobită cu o torsadă și deasupra niște arcuri cilindrice în formă de potcoave. | Muzeul Național de Istorie a Transilvaniei, Cluj | Cimec    |
|      | Dolman                                                         | Datare: Sec. XVII Școală: Atelier italian Descoperit: jud. Cluj, Cluj-Napoca, Criptele bisericii reformate din str. M. Kogălniceanu Dimensiuni: L: 90 cm; l umeri: 55 cm; L mâneci: 48-58 cm Material: catifea-décor | Dolman confecționat din catifea-decor vișinie la origini, cu coloane paralele formate prin repetarea unui motiv de tip "tulpină" de dimensiuni mari, cu croi tipic închizându-se în față și la mâneci cu nasturi de găitănărie din fir de argint aurit. | Muzeul Național de Istorie a Transilvaniei, Cluj | Cimec    |
|      | Dolman de copil                                                | Datare: Sec. XVII Școală: Atelier italian Descoperit: jud. Cluj, Cluj-Napoca, Biserica reformată din str. M. Kogălniceanu Dimensiuni: L: 51 cm; LA: 71-28-155 cm Material: brocart; catifea; sârmă și fir de argint aurit; dantelă; găitănărie | Dolman de copil din brocart italian, căptușit cu catifea de mătase cu dantelă din sârmă și fir de argint aurit. În față se închide cu nasturi de găitănărie din fir de argint aurit. Materialul și croiul prezintă caracteristicile stilului renascentist. A aparținut lui Apafi Gergely, fiul principelui Transilvaniei Mihail Apafi, decedat în 1666, la vârsta de 6 ani. | Muzeul Național de Istorie a Transilvaniei, Cluj | Cimec    |
|      | Dolman de copil                                                | Datare: Sec. XVII Școală: Atelier italian Descoperit: jud. Cluj, Cluj-Napoca Dimensiuni: L: 41 cm; l: 47-22-110 cm Material: brocart; catifea; sârmă și fir de argint aurit; dantelă; găitănărie | Dolman de copil din brocart italian, căptușit cu catifea de mătase cu dantelă din sârmă și fir de argint aurit. În față se închide cu nasturi de găitănărie din fir de argint aurit. Materialul și croiul prezintă caracteristicile stilului renascentist. A aparținut lui Apafi Gyorgy, fiul principelui Transilvaniei Mihail Apafi, decedat în 1664, la vârsta de 6 ani. | Muzeul Național de Istorie a Transilvaniei, Cluj | Cimec    |
|      | Steag                                                          | Datare: 1647/1703-1711 Școală: Atelier transilvănean Descoperit: jud. Cluj Dimensiuni: Steag L: 72 cm, l: 23 cm; Panglică L: 92 cm, l: 6 cm; Hampă: 114 cm; Vârf: 19 cm Material: lampas; catifea; lemn de brad; alamă | Steag - față: fond de lampas verde deschis broșat cu fir de mătase și cupru aurit. Broderia în relief s-a realizat din fir de cupru aurit și prezintă anul 1647; spate: catifea vișinie cu broderie în relief cu fir de cupru aurit: PRO LIBERTATE. Panglică: fond de lampas verde deschis broșat cu fir de mătase și cupru aurit. Pe fața panglicii s-a pictat: ST MARIA, iar pe spate: ORA PRO NOBIS. Hampă confecționată din lemn de brad. Vârf confecționat din alamă. A fost folosit în timpul lui Gheorghe Rakoczi I, apoi Francisc Rakoczi al II-lea. | Muzeul Național de Istorie a Transilvaniei, Cluj | Cimec    |
|      | Șa de paradă                                                   | Datare: Sec. XVII Școală: Atelier turcesc Descoperit: jud. Cluj Dimensiuni: 110x46x60 cm Material: suport de lemn; catifea; piele brodată | Piesa este confecționată pe suport de lemn, din catifea vișinie și piele brodată cu motive vegetale. A fost atribuită principelui Transilvaniei, Gabriel Bethlen. | Muzeul Național de Istorie a Transilvaniei, Cluj | Cimec    |
|      | Valtrap                                                        | Datare: Mijlocul sec. XVII Școală: Atelier transilvănean Descoperit: jud. Cluj Dimensiuni: L: 127 cm; l: 146 cm; Franjuri L: 20 cm Material: velur; brocatelă; broderie; sârmă și fir neted de argint aurit; întăritură; căptușeală; franjuri din fir de mătase și de argint aurit                                                                                             | Piesa este confecționată din velur și brocatelă verde, cu broderie în relief din sârmă și fir neted de argint și argint aurit. Cele două registre decorative sunt dispuse pe fondul de catifea. Primul registru este o bordură formată din motive vegetale (vrejuri, rodii, flori de acant, garoafe, lalele orientale, semipalmete, frunzulițe și cârcei). Registrul principal este constituit din trei medalioane lobate conținând "tulpini" cu rodii, rozete, lalele orientale, frunze și semipalmete. | Muzeul Național de Istorie a Transilvaniei, Cluj | Cimec    |
|      | Sabie                                                          | Datare: Sec. XVII Școală: Atelier polonez Dimensiuni: Lamă: 77,5x3,5 cm; Mâner: 15 cm; Gardă: 14,5 cm; Teacă: 81x5 cm Material: oțel; argint aurit; pietre semiprețioase; abanos; piele; forjare; batere; cizelare; încrustare | Sabie cu lama de oțel, cu un singur tăiș ușor curbat, având pe mijloc un șanț întreit de scurgere. Garda din argint în formă de cruce. Mâner din lemn de abanos, cu decorațiuni vegetale. Placă exterioară, atașată mânerului, pe care sunt montate două turcoaze între care se află un almandin. Pe lama sabiei se află un bust lucrat în relief ușor, sub care se află inscripția: BOG NADZIE A MOIA. | Muzeul Național de Istorie a Transilvaniei, Cluj | Cimec    |
|      | Sabie                                                          | Datare: Sec. XVII Școală: Atelier polonez Descoperit: Polonia Dimensiuni: Lamă: 78x3 cm; Mâner: 15 cm; Gardă: 13,5 cm; Teacă: 83x5 cm Material: oțel; argint aurit; lemn; piele; forjare; batere; cizelare; încrustare | Sabie cu lama de oțel, cu un singur tăiș ușor curbat, având pe mijloc un șanț de scurgere. Garda în formă de cruce. Mâner îmbrăcat în plăci de argint cu ornamente în stil baroc. Teaca din lemn, îmbrăcată în piele albă, cu patru garnituri ornamentale din argint. Inscripție pe lama sabiei: J. POTOCKI H.W.K. | Muzeul Național de Istorie a Transilvaniei, Cluj | Cimec    |
|      | Crucifix                                                       | Datare: Sec. XII Școală: Atelier transilvănean Descoperit: Polonia Dimensiuni: L: 17/1,5 cm; l: 9/1,5 cm Material: bronz; turnare | Crucifix din bronz. Crucea are capetele brațelor lărgite. Figura lui Iisus a fost turnată separat și fixată pe cruce. Lipsesc palma și antebrațul mâinii stângi. | Muzeul Național de Istorie a Transilvaniei, Cluj | Cimec    |
|      | Amvon Autor: Czigler, Michael                                  | Datare: Amvon 1678; Baldachin 1776 Descoperit: jud. Sibiu, com. Cisnădioara Dimensiuni: Î: 130 cm; D: 127 cm Material: lemn de brad; sculptat; pictat | Amvonul are o formă prismatică cu cinci fațete, despărțite longitudinal în două registre. În registrul superior, în casetele delimitate de colonete, sunt pictați apostolul Pavel și evangheliștii Matei, Marcu, Luca și Ioan. În registrul inferior, alături de motivele florale pictate într-o manieră rustică, sunt dispuse central și câte o rozetă sculptată, aplicată. Tot în partea inferioară a amvonului se află o inscripție în limba latină. Pe una din fațetele superioare este pictat și anul 1678. Baldachinul, în formă octogonală, are pe fiecare segment decoruri sculptate și pictate cu îngeri. Baldachinul este ulterior, având trecut anul 1776. Este o piesă renascentistă, cu unele elemente barocizate, lucrate într-o manieră rustică. | Muzeul Național de Istorie a Transilvaniei, Cluj | Cimec    |
|      | Sfeșnic                                                        | Datare: 2/2 sec. XII - 1/2 sec. XIII Școală: Atelier transilvănean Descoperit: jud. Sălaj, com. Bezded Dimensiuni: D: 16x9 cm; Î: 16 cm Material: bronz; turnare | Sfeșnic din bronz în formă de balaur înaripat, ținând în gură "piatra șerpilor"; coada se transformă într-o împletitură decorativă de vrejuri. Analogii la acest tip se găsesc în sudul Germaniei, Austria, nordul Italiei. Expresie caracteristică stilului romanic târziu. Mic fragment lipsă în partea inferioară. | Muzeul Național de Istorie a Transilvaniei, Cluj | Cimec    |
|      | Relief                                                         | Datare: Sec. XIII Școală: Atelier Dăbâca Descoperit: jud. Cluj, com. Dăbâca Dimensiuni: Î: 46 cm; La: 38 cm; Gr: 12-15 cm Material: calcar; cioplire; șlefuire | Relief în calcar, fragmentar, reprezentând imaginea unui donator. Personajul, reprezentat mult sub mărimea naturală, are o poziție ușor aplecată înainte. Capul îi este redat din profil iar trunchiul din trei părți față. Barba este redată printr-o prelungire rotunjită a bărbiei. Părul face o buclă deasupra frunții, la spate, adunat într-o chică împletită, cade până la mijlocul spatelui. În jurul gâtului este prinsă o mantie lungă, ce cade în falduri pe spate, înfășurându-se ușor în jurul picioarelor. Sub mantie, personajul poartă o tunică cu mâneci lungi, foarte strâmte. Este singurul fragment păstrat dintr-o scenă mai amplă. | Muzeul Național de Istorie a Transilvaniei, Cluj | Cimec    |
|      | Ceas                                                           | Datare: Sf. sec. XVII Școală: Atelier german Dimensiuni: L: 68 cm; Î: 43 cm; Dcadran: 30 cm Material: lemn decorat; metal; angrenaje prelucrate manual; strunjire | Cadranul este încadrat de un panou de forma unui scut decorat divizat în două registre: în registrul inferior cadranul este marcat cu numere romane, iar la sferturi cu cifre arabe și este articulat lateral cu vrejuri fitomorfe, în partea superioară cu un rocaille traforat iar jos cu cornul abundenței și tolba cu săgeți. Registrul superior cuprinde o reprezentare alegorică a celor patru anotimpuri, reprezentate prin patru putti. În spatele cadranului-panou este amplasată cutia angrenajului și mecanismul muzical, alcătuit din burduf, cilindru și fluiere. | Muzeul Național de Istorie a Transilvaniei, Cluj | Cimec    |

## Fond
| Foto | Informații generale                           | Detalii tehnice | Descriere | Deținător                                        | Legături |
| ---- | --------------------------------------------- | --- | --- | ------------------------------------------------ | -------- |
|      | Antependiu                                    | Datare: mijlocul secolului XVII Școală: Atelier transilvănean Descoperit: jud. CLUJ, Cluj-Napoca Dimensiuni: L: 380 cm; l: 42 cm Material: Antependiul este confecționat din pânză nealbită de in și brodat de mână cu fir neted de argint și argint aurit aurit, respectiv cu fire policrome de mătase, slab răsucite, folosind tehnica de punto tagliatoși variante ale punctului de broderie plat | Obiect de cult, broderie nobiliară transilvăneană pe suport din pânză nealbită de in. Obiectul este decorat cu "tulpini" legate printr-un vrej sinuos de acant. În curburile acestuia se alternează ritmic două tipuri de "tulpini", purtând variante de rodii, lalele orientale și flori de acant. Pe materialul de suport s-a brodat cu fir neted de argint și argint aurit respectiv cu fire policrome de mătase, slab răsucite, folosind tehnica de punto tagliato și variante ale punctului de broderie plat.                                                                                                   | Muzeul Național de Istorie a Transilvaniei, Cluj | Cimec    |
|      | Pușcă cu capse                                | Datare: 1848-1849 Școală: Atelier austriac Descoperit: jud. Cluj, Cluj-Napoca Dimensiuni: L: 1470 cm, Lțeavă: 105 cm Material: lemn, oțel, alamă; batere, turnare, gravare | Pușcă de calibru 17,6 mm, sistem Augustin, armă regulamentară aflată în dotarea trupelor de infanterie austriece. Țeava este rotundă la exterior, lisă în interior având dispozitive pentru luarea liniei de ochire. Ulucul este lung cu locaș pentru vergea. Mecanism de dare a focului cu capsă complet. | Muzeul Național de Istorie a Transilvaniei, Cluj | Cimec    |
|      | Carabină                                      | Datare: al doilea sfert sec. XIX Școală: Atelier german Descoperit: jud. Cluj, Cluj-Napoca Dimensiuni: Ltot: 105,5 cm; Lțeavă: 66,5 cm Material: lemn, hotel, alamă; batere, turnare, gravare | Carabină de calibru 13,9 mm, sistem Console, armă regulamentară aflată în dotarea trupelor austriece de vânători. Țeava este ghintuită în interior. La exterior, de la culată la capătul ulucului, are muchiile canelate longitudinal, inscripția cu numele fabricantului și dispozitivele pentru luarea liniei de ochire. Capătul țevii este rotund la exterior, cu sistem Laukart de atașare a baionetei. Pat cu obrăzar și aplicații din alamă. | Muzeul Național de Istorie a Transilvaniei, Cluj | Cimec    |
|      | Carabină                                      | Datare: 1837 Descoperit: jud. Cluj, Cluj-Napoca Dimensiuni: L: 85 cm, Lțeavă: 47,5 cm Material: Lemn, oțel, alamă, batere, turnare, gravare | Carabină regulamentară pentru trupele de husari (cal. 17,6 mm). Țeavă este rotundă în exterior, lisă în interior, întărită cu manșon de alamă, având încrustat anul fabricației 1837 și inițialele IG și IS. Pe partea stângă, de uluc și platină este prinsă o tijă ce servea la fixarea curelei. Patul este simplu cu gâtul fisurat. Sistem de declanșare a focului complet cu garda trăgaciului din alamă. | Muzeul Național de Istorie a Transilvaniei, Cluj | Cimec    |
|      | Carabină                                      | Datare: prima jum. sec. XIX Școală: Atelier austriac Descoperit: jud. Cluj, Cluj-Napoca Dimensiuni: L: 88 cm; Lțeavă: 51 cm Material: Lemn, oțel, alamă, batere, turnare, gravare | Carabina cu țeavă ghintuită, calibru 14 mm. Țeava este octogonală în exterior iar platina este gravată cu motive geometrice și inscripția IN WERLACH. Pe țeavă se află dispozitivele pentru luarea liniei de ochire. Garda trăgaciului este din lemn iar alături este aplicată, cu ceară roșie, inițiala B. Uluc cu locaș pentru vergea. Pat cu obrăzar sculptat cu ghirlande și motive geometrice. | Muzeul Național de Istorie a Transilvaniei, Cluj | Cimec    |
|      | Pușcă cu capse                                | Datare: mijl. sec. XIX Școală: Atelier german Descoperit: jud. Cluj, Cluj-Napoca Dimensiuni: L: 98,5 cm; Lțeavă: 62 cm Material: Lemn, oțel, batere, turnare | Pușcă de calibru 15 mm, țeava lisă în interior, octogonală în exterior cu muchii canelate longitudinal și sistem de ochire gradat. Mecanism complet de dare a focului. Pat cu obrăzar drept, uluc scurt prevăzut cu orificiu pentru vergea. | Muzeul Național de Istorie a Transilvaniei, Cluj | Cimec    |
|      | Pușcă de vânătoare                            | Datare: mijl. sec. XIX Școală: Atelier vienez Descoperit: jud. Cluj, Cluj-Napoca Dimensiuni: L: 119 cm, Lțeavă: 73,2 cm Material: lemn, oțel, os, batere, turnare, gravare, stantare, sculptare | Țeavă este ghintuită în interior (calibru 10 mm), rotundă la exterior cu opt șanțuri longitudinale. Mecanism de dare a focului cu capsă complet și dispozitive pentru luarea liniei de ochire. Ulucul este scurt, sculptat la capăt în formă de cap de câine având aplicată o coroană cu cinci fleuroane și monograma M.B. Pat cu obrăzar sculptat și aplicații metalice. Talpa patului este din oțel gravat de formă semicirculară cu buton pentru fixare pe umăr. Garda trăgaciului este polilobată din metal și os iar pe platină și pe partea superioară a țevii este aplicată inscripția „A. J. Krebs in Wien”. | Muzeul Național de Istorie a Transilvaniei, Cluj | Cimec    |
|      | Pușcă de vânătoare                            | Datare: mijl. sec. XIX Școală: Atelier german Descoperit: jud. Cluj, Cluj-Napoca Dimensiuni: L: 106 cm , Lțeavă: 66 cm Material: Lemn, oțel; batere, turnare, gravare, stanțare | Țeavă lisă, larg evazată la gură pentru vânătoare cu alice. Pat cu gâtul sculptat cu decor geometric. Uluc pe toată țeava cu locaș pentru vergea. Mecanism de dare a focului cu cremene și amnar incomplet (lipsă cocoșul portcremene). | Muzeul Național de Istorie a Transilvaniei, Cluj | Cimec    |
|      | Pușcă de vânătoare                            | Datare: mijl.sec. al XIX-lea Școală: Atelier italian Descoperit: jud. Cluj, Cluj-Napoca Dimensiuni: L: 92 cm, Lțeavă: 57,5 cm Material: Lemn, oțel, alamă; batere, turnare, gravare, ștanțare | Țeavă calibru mare pentru vânătoare cu alice, evazată la gură canelată cu muchii longitudinale și inscripția GIRONIMO MVTTI. Pe platină are gravată inscripția FRAN BIGONI. Mecanism de dare a focului cu cremene și amnar incomplet (lipsă cocoșul portcremene). Uluc cu locaș pentru vergea. Patul este rabatabil printr-un dispozitiv cu șurub și are aplicații din alamă. | Muzeul Național de Istorie a Transilvaniei, Cluj | Cimec    |
|      | Pușcă cu cremene                              | Datare: mijl sec. al XIX-lea Școală: Atelier german Descoperit: jud. Cluj, Cluj-Napoca Dimensiuni: L: 112 cm, Lțeavă: 76 cm Material: Lemn, oțel, turnare, batere | Țeavă lisă in interior (calibru 18 mm), rotundă în exterior. Mecanism complet de dare a focului. Uluc cu locaș pentru vergea. Patul este sculptat cu pești stilizați și are aplicații din alamă. | Muzeul Național de Istorie a Transilvaniei, Cluj | Cimec    |
|      | Pistol cu cremene                             | Datare: prima jumătate sec. XIX Școală: Atelier austriac Descoperit: jud. Cluj, Cluj-Napoca Dimensiuni: L=43,7 cm, Lțeavă=26,5 cm Material: Lemn, metal, alamă, batere, turnare, gravare. | Pistol aflat în dotarea trupelor de husari (calibru 17,6 m). Țeava rotundă la exterior, lisă în interior, încrustată cu sigla AB și nr. 848. Mecanism de dare a focului complet cu cremene și amnar. Patul are incizată monograma N și se termină cu bulb de alamă simplu iar ulucul este fixat la capătul țevii cu un manșon din alamă. | Muzeul Național de Istorie a Transilvaniei, Cluj | Cimec    |
|      | Cartușieră                                    | Datare: 1840-1850 Școală: atelier german Descoperit: Cluj Dimensiuni: L=15, l=8, H=11 Material: piele, alamă; coasere, batere | Cartușiera este din piele neagră cusută și consolidată cu ținte. Corpul obiectului este acoperit cu un capac rabatabil fixat cu ajutorul a două curelușe laterale. Are agățători pentru prinderea la centura soldatului iar în interior un bilet arată că este din anii 1840-1850, donație a lui K. Sebestyen Josef. | Muzeul Național de Istorie a Transilvaniei, Cluj | Cimec    |
|      | Glonte sferic                                 | Datare: 1848-1849 Școală: Atelier transilvănean Descoperit: Cluj Dimensiuni: D=4,5 cm Material: metal, turnare | Glonte sferic pentru tunuri de calibru mic. Se introducea pe gura țevii după ce în prealabil fusese turnată pulberea explozivă. | Muzeul Național de Istorie a Transilvaniei, Cluj | Cimec    |
|      | Glonte sferic                                 | Datare: 1848-1849 Școală: Atelier transilvănean Descoperit: Cluj Dimensiuni: D=2,5 cm Material: metal, turnare | Glonte sferic pentru arme de foc cu încărcare pe la gură. | Muzeul Național de Istorie a Transilvaniei, Cluj | Cimec    |
|      | Glonte sferic                                 | Datare: 1848-1849 Școală: Atelier transilvănean Descoperit: Cluj Dimensiuni: D=2 cm Material: metal, turnare | Glonte sferic pentru arme de foc cu încărcare pe la gură. | Muzeul Național de Istorie a Transilvaniei, Cluj | Cimec    |
|      | Glonte sferic                                 | Școală: Atelier transilvănean Descoperit: Cluj Dimensiuni: D=2 cm Material: metal, turnare | Glonte sferic pentru arme de foc cu încărcare pe la gură. | Muzeul Național de Istorie a Transilvaniei, Cluj | Cimec    |
|      | Glonte sferic                                 | Școală: Atelier transilvănean Descoperit: Cluj Dimensiuni: D= 1,9 cm Material: metal, turnare | Glonte sferic pentru arme de foc cu încărcare pe la gură. | Muzeul Național de Istorie a Transilvaniei, Cluj | Cimec    |
|      | Clește                                        | Datare: 1848-1849 Școală: Atelier transilvănean Descoperit: jud. Cluj, Cluj-Napoca Dimensiuni: L: 9 cm; l bază: 1,5 cm Material: metal; turnare, batere | Este compus dintr-un clește mic prevăzut la un capăt cu un orificiu de turnare. Se putea turna un proiectil sferic din plumb de calibru 10 mm. | Muzeul Național de Istorie a Transilvaniei, Cluj | Cimec    |
|      | Clește                                        | Datare: 1848-1849 Școală: Atelier transilvănean Descoperit: Cluj Napoca Dimensiuni: L=48 cm, l=3,5 cm Material: Lemn, metal; turnare, batere | Este format din cleștele propriu zis strâns cu un șurub avand 12 orificii pentru turnare și mâner din lemn strunjit. Se puteau turna gloanțe sferice din plumb de calibru 15 mm. | Muzeul Național de Istorie a Transilvaniei, Cluj | Cimec    |
|      | Ghiulea din piatră                            | Datare: 1848-1849 Școală: Atelier transilvănean Descoperit: jud. Cluj, Cluj-Napoca Dimensiuni: D=10 cm Material: piatră; șlefuire | Ghiulea din piatră de forma sferică. A fost folosită de moții din Munții Apuseni în luptele din anii 1848-1849. | Muzeul Național de Istorie a Transilvaniei, Cluj | Cimec    |
|      | Baionetă                                      | Datare: prima jum sec. XIX Școală: Atelier austriac Descoperit: jud. Cluj, Cluj-Napoca Dimensiuni: L: 56 cm, D: 2,2 cm Material: Oțel; forjare, batere | Baionetă în patru muchii cu dispozitiv de blocaj de tip francez. Manșonul cilindric era introdus pe țeavă și prin rotire de la stânga la dreapta se realiza fixarea. Modelul era des întâlnit la armele de infanterie austriece din prima jumătate a secolului al XIX-lea. | Muzeul Național de Istorie a Transilvaniei, Cluj | Cimec    |
|      | Baionetă                                      | Școală: Atelier austriac Descoperit: jud. Cluj, Cluj-Napoca Dimensiuni: L: 73 cm; D: 2,4 cm Material: Oțel; forjare, batere, stanțare. | Baionetă pentru carabina cu cremene model 1835 (Jägerstutzen). Lama este dreaptă cu vârf ascuțit și tăiș pe o parte. Este prevăzută cu șanț median pe ambele fețe. Pe muchie are ștanțată sigla de meșter în forma literei L stilizate iar pe gâtul manșonului de prindere cifra 20. | Muzeul Național de Istorie a Transilvaniei, Cluj | Cimec    |
|      | Sabie cu teacă                                | Școală: Atelier austriac Descoperit: jud. Cluj, Cluj-Napoca Dimensiuni: L: 101cm ; Lama L: 86 cm; l: 3 cm. Material: Oțel, lemn, piele; turnare, forjare, batere, ștanțare, placare, gravare | Din punct de vedere constructiv, acest model a fost realizat prin transformarea sabiei de ofițer honved (md. 1837). Această modificare s-a realizat prin adăugarea unui nou model de gardă, mai lată și de formă ovală, pentru o mai bună protecție a mâinii. Partea interioară a gărzii este ștanțată cu decor floral. Lama este gravată cu ornamente geometrice și are pe ambele fețe inscripția „Pro Deo et Patria”. Mânerul este din lemn învelit cu piele fixată cu sârmă metalică iar teaca este din metal cu două inele de prindere.                                                                          | Muzeul Național de Istorie a Transilvaniei, Cluj | Cimec    |
|      | Sabie cu teacă                                | Școală: Atelier austriac Descoperit: jud. Cluj, Cluj-Napoca Dimensiuni: L: 96, 5 cm; Lama L: 83, 5 cm; l: 3 cm Material: Oțel, lemn, piele; turnare, forjare, batere, placare | Lama este curbată, are șanț median pe ambele părți iar la bază este întărită cu manșon metalic. Garda este lată, are două fante și este prevăzută cu un sistem de protecție suplimentară a mâinii ce se deschidea și fixa în caz de nevoie. Teaca este din metal prevăzută cu două inele de prindere cu ajutorul unui buton. Mânerul este din lemn învelit în piele de culoare neagră. Teaca este din metal, are două inele de prindere și se termină cu armătură în formă de potcoavă. | Muzeul Național de Istorie a Transilvaniei, Cluj | Cimec    |
|      | Sabie cu teacă                                | Școală: Atelier austriac Descoperit: Cluj Dimensiuni: L: 93,5 cm; Lama L: 79; l: 4,5 cm. Material: Oțel, lemn, piele; turnare, forjare, batere, ștanțare, placare, gravare | Lama este curbată cu șanț median. Pe ambele părți este gravat vulturul imperial cu două capete și monograma I, iar pe muchie inscripția Boltenstein. Garda este lată, confecționată din metal traforat și incizat la exterior cu motive geometrice iar mânerul este învelit în piele fixată cu sârmă de alamă. Teaca este din lemn învelit cu piele. Are aplicații de alamă ștanțată cu decoruri geometrice și vegetale iar pe ea sunt aplicate două inele de prindere. | Muzeul Național de Istorie a Transilvaniei, Cluj | Cimec    |
|      | Sabie de husar                                | Datare: prima jum.sec. XIX Școală: Atelier austriac Descoperit: jud. Cluj, Cluj-Napoca Dimensiuni: L: 78,5 cm; Lama L: 66 cm; l: 4 cm Material: Oțel, lemn, piele; turnare, forjare, batere, ștanțare, coasere | Sabie pentru trupele de husari. Lama este ușor curbată, la bază are pe o parte ștanțată o ancoră iar pe cealaltă inscripția II WR No 17. Garda este închisă, tip platbandă simplă iar mânerul este din lemn învelit în piele. Teaca este din piele cusută și se termină cu o armătură metalică în formă de potcoavă. | Muzeul Național de Istorie a Transilvaniei, Cluj | Cimec    |
|      | Sabie cu garda lată                           | Datare: mijl. sec. XIX Școală: Atelier german Descoperit: jud. Cluj, Cluj-Napoca Dimensiuni: L: 97 cm; Lama L: 83 cm; l: 4 cm Material: Oțel, piele, lemn; turnare, forjare, batere, ștanțare, placare, gravare | Lama este ușor curbată cu șanțuri mediane pe ambele părți. La bază, pe o parte este ștanțat textul WEYERSBERG & STAMM SOLINGEN iar pe cealaltă LISENHAUER. Garda este lată și confecționată din metal traforat și decorat cu motive geometrice. Teaca este din metal cu două inele de prindere și se termină cu armătură în formă de potcoavă. | Muzeul Național de Istorie a Transilvaniei, Cluj | Cimec    |
|      | Sabie cu garda lată                           | Datare: Mijl. sec. XIX Școală: Atelier austriac Descoperit: jud. Cluj, Cluj-Napoca Dimensiuni: L: 73.5 cm; Lama L: 59 cm; l: 4 cm Material: Oțel, piele, lemn; turnare, forjare, batere, ștanțare, placare, gravare | Sabie de proveniență austriacă cu lama dreaptă, vârf ascuțit și muchie proeminentă. Garda mânerului este lată și are în lateral cu două fante longitudinale și inscripție. Mânerul este din lemn învelit cu piele fixată cu sârmă metalică. | Muzeul Național de Istorie a Transilvaniei, Cluj | Cimec    |
|      | Sabie cu teacă                                | Școală: Atelier transilvănean Descoperit: jud. Cluj, Cluj-Napoca Dimensiuni: L: 95 cm; Lama L: 82,5 cm; l: 2,5 cm Material: Oțel, piele, catifea; turnare, batere, forjare, placare, gravare | Lama este curbată, are șanț median și este brunată pe ambele părți. Garda mânerului este lată și are șase orificii de diferite forme. Mânerul este din lemn învelit cu piele fixată cu sârmă metalică. Teaca este din metal învelit cu catifea de culoare bordo și are două inele de prindere. | Muzeul Național de Istorie a Transilvaniei, Cluj | Cimec    |
|      | Hanger căzăcesc                               | Datare: A doua jum. sec. XIX Școală: Atelier rusesc Descoperit: jud. Cluj, Cluj-Napoca Dimensiuni: L: 58,5 cm ; Lama L: 43 cm , l: 3 cm Material: Oțel, lemn, alamă, | Lama este curbată, ascuțită și prevăzută cu două șanțuri mediane pe ambele fețe și inscripții în limba rusă. Mânerul este învelit cu plăsele din lemn și manșon din alamă. Teaca este din lemn cu aplicații din alamă ștanțată cu un inel de prindere. | Muzeul Național de Istorie a Transilvaniei, Cluj | Cimec    |
|      | Lance                                         | Datare: 1848-1849 Școală: Atelier transilvănean Descoperit: jud. Cluj, Cluj-Napoca Dimensiuni: L: 219 cm; Vârf L: 43 cm Material: metal, lemn; forjare, batere | Lancea are vârful drept, cu manșon de prindere rotund, și este atașat la tija din lemn cu ajutorul a două urechiușe laterale. A fost folosită de luptătorii morți în anii revoluției pașoptiste. | Muzeul Național de Istorie a Transilvaniei, Cluj | Cimec    |
|      | Sigiliu                                       | Școală: Atelier transilvănean Descoperit: jud. Cluj, Cluj-Napoca Dimensiuni: D=3,5 cm Material: alamă; turnare, gravare | Sigiliul Comisariatului pentru transporturi al armatei maghiare. Are mâner metalic cu secțiune octogonală și disc circular. Pe disc are stema Ungariei cu legenda: Á.F.D. MAGYAR K. TÁBORI FUVAROZÁSI HADI BISZTOSSÁG. | Muzeul Național de Istorie a Transilvaniei, Cluj | Cimec    |
|      | Sigiliu                                       | Școală: Atelier transilvănean Descoperit: jud. Cluj, Cluj-Napoca Dimensiuni: D=3,4 cm Material: alamă; turnare, gravare | Sigiliul Regimentului nr. 14 de husari. Pe discul circular este gravată stema Ungariei cu legenda: 14-ik HUSZÁR EZRED PECSÉTJE 1848. | Muzeul Național de Istorie a Transilvaniei, Cluj | Cimec    |
|      | Sigiliu                                       | Școală: Atelier transilvănean Descoperit: jud. Cluj, Cluj-Napoca Dimensiuni: D=3,5 cm Material: alamă; turnare, gravare | Sigiliul Comandamentului suprem maghiar de artilerie. Este rotund, cu mâner pătrat, iar pe disc este gravată stema Ungariei cu legenda: TÜZERI FŐPARANCSNOKSÁGA. | Muzeul Național de Istorie a Transilvaniei, Cluj | Cimec    |
|      | Sigiliu                                       | Școală: Atelier transilvănean Descoperit: jud. Cluj, Cluj-Napoca Dimensiuni: D=2/2,5 cm Material: alamă, oțel; turnare, gravare | Sigiliul colonelului Bánffy János. Este de formă ovală, iar pe disc este gravată stema Ungariei încadrată cu ramură de laur și palmier în partea de jos cu legenda: EZREDES BÁNFFY JÁNOS. | Muzeul Național de Istorie a Transilvaniei, Cluj | Cimec    |
|      | Sigiliu                                       | Școală: Atelier transilvănean Descoperit: jud. Cluj, Cluj-Napoca Dimensiuni: D=3/3,5 cm Material: alamă, lemn, oțel; turnare, gravare | Sigiliul companiei a V-a a Regimentului nr. 69 de honvezi. Este de formă ovală cu mâner de lemn, iar pe disc este gravată stema Ungariei cu legenda: M HONVÉD 69 ZÁSZLÓALJ 5 SZÁZAD. | Muzeul Național de Istorie a Transilvaniei, Cluj | Cimec    |
|      | Sigiliu                                       | Școală: Atelier transilvănean Descoperit: jud. Cluj, Cluj-Napoca Dimensiuni: D=3/3,5 cm Material: alamă, lemn, oțel; turnare, gravare | Sigiliul Comandamentului Regimentului nr. 15 de husari Mátyás. Este de formă ovală, iar pe disc este gravată stema Ungariei cu coroană și legenda: MÁTYÁS 15-k HUSZÁR EZRED PARANCSNOKSÁGA PECSÉTJE. | Muzeul Național de Istorie a Transilvaniei, Cluj | Cimec    |
|      | Sigiliu                                       | Școală: Atelier foto transilvănean Descoperit: jud. Cluj, Cluj-Napoca Dimensiuni: D=3/3,3 cm Material: oțel; turnare, gravare | Sigiliul Comandamentului Gărzii Naționale din Cluj. Este de formă ușor ovală, iar pe disc este gravată stema Ungariei cu legenda: KOLOZSVARI NEMZETI ŐRSEREGPARANCSNOKSÁGA. | Muzeul Național de Istorie a Transilvaniei, Cluj | Cimec    |
|      | Sigiliu                                       | Școală: Atelier transilvănean Descoperit: jud. Cluj, Cluj-Napoca Dimensiuni: D=3,8 cm Material: alamă; turnare, gravare | Sigiliul batalionului nr. 4 al trupelor de gardă națională maghiară. Este de formă rotundă, iar pe disc este gravată stema Ungariei cu legenda: A MAGYAR NEMZ. ŐRSEREG 4 ZÁSZLÓALJA HIVAT. PECSÉTJE. | Muzeul Național de Istorie a Transilvaniei, Cluj | Cimec    |
|      | Sigiliu                                       | Datare: A doua jum. sec. XIX Școală: Atelier austriac Descoperit: jud. Cluj, Cluj-Napoca Dimensiuni: D=7.5 cm Material: fier; turnare, gravare | Sigiliul imperial al lui Franz Iosif. Este rotund, pe disc este gravat vulturul imperial cu două capete cu stema austriacă și legenda: FRANCISCUS IOS. I D. G. AUST. IMP. APOST. HUNG. ET BOH. LOMB. VEN. GAL. LOD ET ILL. REX AA. DUX LOTH. SAL. STYR. MP. TRANS. M. MOR. COM. HABS. TYR. SIGUL. | Muzeul Național de Istorie a Transilvaniei, Cluj | Cimec    |
|      | Sigiliu                                       | Școală: Atelier transilvănean Descoperit: jud. Cluj, Cluj-Napoca Dimensiuni: D=3/3,5 cm Material: alamă, lemn; turnare, gravare, strunjire | Sigiliul Curții Marțiale militare pentru trupele auxiliare. Este oval, cu mâner din lemn iar pe disc are gravată stema Ungariei cu legenda: MAGYAR SEGÉLYSEREG HADBIROSÁGA. | Muzeul Național de Istorie a Transilvaniei, Cluj | Cimec    |
|      | Sigiliu                                       | Școală: Atelier transilvănean Descoperit: jud. Cluj, Cluj-Napoca Dimensiuni: D=2,3/2,8 cm Material: alamă; turnare, gravare | Sigiliul Comandamentului militar din Sibiu. Este oval, iar pe disc are gravată stema Ungariei cu coroană și legenda: SZEBENI TÉR PARANCSNOKSÁG. A fost executat dupa cucerirea Sibiului de trupele revoluționare ungare comandate de generalul Iosif Bem (11 martie 1849). | Muzeul Național de Istorie a Transilvaniei, Cluj | Cimec    |
|      | Sigiliu                                       | Datare: a doua jum. sec. XIX Școală: Atelier transilvănean Descoperit: jud. Cluj, Cluj-Napoca Dimensiuni: D=2,7/3,4 cm Material: alamă, lemn; turnare, gravare, strunjire | Sigiliul honvezilor din scaunul Mureș și Tg. Mureș. Este oval, cu mâner din lemn, iar pe disc are gravate frunze de laur și legenda: MAROSSZÉKI ES MAROSVÁSÁRHELYI HONVÉDEK. | Muzeul Național de Istorie a Transilvaniei, Cluj | Cimec    |
|      | Sigiliu                                       | Școală: Atelier transilvănean Descoperit: jud. Cluj, Cluj-Napoca Dimensiuni: D=4, L=11,5 cm Material: lemn, alamă; batere; incizare; strunjire | Sigiliul Asociației de honvezi din Tg Mures. Este de forma circulară din alamă având inscripția: A MAROSSZÉKI ES MAROSVÁSÁRHELYI HONVÉD EGYLET PECSETJE 1867. În câmp bustul lui Iosif Bem cu inscripția BEM JOSEF 1848. Mânerul este din lemn strunjit de culoare neagră și are lipsă o porțiune din partea superioară. | Muzeul Național de Istorie a Transilvaniei, Cluj | Cimec    |
|      | Tilincă Autor: Nagy, Iacob                    | Datare: a doua jum. sec. XIX Dimensiuni: L = 30,4 cm, D = 1,4 cm Material: lemn | Fluierul a fost confecționat din lemn de soc de artistul tilincar Iacob Nagy și are șase orificii, dop și gură transversală. Partea inferioară a instrumentului fiind crăpată, el a fost înfășurat cu pânză pentru a se evita deteriorarea. | Muzeul Național de Istorie a Transilvaniei, Cluj | Cimec    |
|      | Corn englez                                   | Datare: prima jum. sec. XIX Școală: Atelier central-european Descoperit: Cluj Dimensiuni: L = 66 Material: lemn de cimisir, alamă, piele, fildeș | Instrumentul este curbat în unghi în porțiunea centrală. Cele 5 segmente în care se poate desface cornul se termină în inele de fildeș. Ultimul segment (capătul) are formă de pară. Are șapte clape căptușite cu piele iar la formarea sunetelor slujesc și cele șase găuri adiacente. Ultima parte mai largă a cornului are un orificiu separat. Are imprimat cu fier roșu numele constructorului: F Scholnast, maistru din Bratislava (Pressburg). Instrumentul se utiliza cu ancie dublă iar cutia aferentă este inventariată cu nr. inv. M 5447.                                                                | Muzeul Național de Istorie a Transilvaniei, Cluj | Cimec    |
|      | Cutie cu ancii                                | Școală: Atelier central european Descoperit: Cluj Dimensiuni: L = 5,8; I = 4; H = 6,5 Material: piele, lemn | Cutia este învelită în piele, are forma romboidală, conține șase ancii duble lungi de 5,8 cm și poartă monograma N. Gy. Este un accesoriu al cornului englez. | Muzeul Național de Istorie a Transilvaniei, Cluj | Cimec    |
|      | Fagot                                         | Datare: prima jum. sec. XIX Școală: Atelier german Dimensiuni: L = 123 Material: lemn de paltin, alamă | Este un instrument cu ancie dublă, din lemn de paltin, având capetele prinse în manșoane de alamă. O parte în formă de S necesară formării sunetelor este din alamă. Secțiunea transversală a părții inferioare este un tub de lemn de formă elipsoidală iar partea de sus constă din două tuburi de lemn circulare îmbinate. Se mai adaugă o parte tubular circulară ce alcătuiește capătul instrumentului. În partea din față se află șase găuri, iar în spate două. La mijlocul instrumentului este amplasat un cârlig ce servea la atârnarea lui de gâtul celui care îl folosea.                                 | Muzeul Național de Istorie a Transilvaniei, Cluj | Cimec    |
|      | Clavicord - Virginal                          | Datare: ultimul sfert sec. XIX Școală: Atelier din Transilvania Descoperit: Aita Seacă Dimensiuni: L = 115, I = 34, H = 85 Material: lemn, metal | Clavicordul este un instrument cu clape, amplasat într-o cutie de lemn moale, lucrată de un meșter popular anonim din Aita Seacă după un model original. Coardele sunt așezate paralel cu claviatura. Clapele sunt din lemn de păr și de paltin (27 cafeniu închis din lemn de păr respectiv 18 cafeniu deschis din lemn de paltin). Cutia de rezonanță este din brad vopsit în cenușiu cu vopsea de ulei. Instrumentul este așezat pe un suport simplu din patru picioare. Sunetul se produce datorită spinilor de metal montați la capătul ciocanelor.                                                             | Muzeul Național de Istorie a Transilvaniei, Cluj | Cimec    |
|      | Guzliță                                       | Datare: sec. XIX Școală: Atelier din Transilvania Descoperit: Cluj Dimensiuni: Lgât = 32,5; Cutie rezonanță L = 15,5 Material: lemn, metal | Este un instrument popular cu patru coarde metalice de proveniență slavă. Fața piesei este din lemn de brad iar spatele din lemn de păr și nuc. Gâtul are încrustate plăci metalice iar cutia de rezonanță este în formă de pară. Coardele se sprijină pe un căluș de lemn simplu iar fiecare coardă se acordează cu un șurub simplu. Cutia de rezonanță este de proporții reduse și evocă mandolina italiană. | Muzeul Național de Istorie a Transilvaniei, Cluj | Cimec    |
|      | Flaut cu gură de fluier                       | Datare: încep. Sec. XIX Școală: Atelier austriac Descoperit: Cluj Dimensiuni: L = 60, Dsus = 2,6; D jos = 2,3 Material: lemn de cișmir, os, alamă; | Flautul este băițuit în galben, are șase clape de alamă și șase găuri simple. El poate fi desfăcut în patru segmente, reunite prin inele de os. Are următoarea marcă imprimată cu fier roșu: Franz Hoyer. | Muzeul Național de Istorie a Transilvaniei, Cluj | Cimec    |
|      | Ocarină                                       | Datare: sfârșitul sec. XIX Școală: Atelier transilvănean Descoperit: Cluj Dimensiuni: L = 17 Material: lut | Ocarina este un instrument de suflat de proveniență italiană confecționat din lut ars, vopsit în negru. Instrumentul are pe o parte opt, iar în spate două găuri. | Muzeul Național de Istorie a Transilvaniei, Cluj | Cimec    |
|      | Tilincă                                       | Datare: sec. XIX Descoperit: Cluj Dimensiuni: L = 14, D = 0,9 Material: lemn | Instrumentul muzical are pe o parte patru orificii iar pe cealaltă două. Este prevăzut cu dop și gură transversală. | Muzeul Național de Istorie a Transilvaniei, Cluj | Cimec    |
|      | Taragot                                       | Școală: Atelier din Budapesta Descoperit: Cluj Material: lemn, metal comun | Taragotul se compune din trei părți care se îmbină între ele gen telescop. Are 13 clape din metal alb. Este o formă modificată a clarinetului inventată de firma budapestană V. J Schunda. Ancia este simplă de lemn ca și la clarinet. Piesa are imprimată cu fier roșu marca Schunda V. J. Budapest, iar deasupra ei se află stema Ungariei. El a aparținut pictorului Ernest Kovary. | Muzeul Național de Istorie a Transilvaniei, Cluj | Cimec    |
|      | Nai                                           | Datare: sec. XIX Descoperit: Cluj Dimensiuni: L = 18,6; D = 0,6, I = 10 Material: trestie, lemn, ață | Naiul de dimensiuni mici are 11 tuburi din trestie, cel mai lung dintre ele fiind situat în partea mediană. Ele sunt prinse pe o stânghioară din lemn și în același timp sunt legate între ele cu ața. | Muzeul Național de Istorie a Transilvaniei, Cluj | Cimec    |
|      | Pușcă cu capse                                | Școală: Atelier transilvănean Descoperit: Cluj Dimensiuni: L tot = 129,5; Teava: L = 92,5, cal. = 1,6 Material: lemn, sidef, metal, material textil | Pușca are patul din lemn sculptat cu motive vegetale, iar pe o parte a lui are aplicații din sidef în formă de roză a vânturilor. Pe uluc are aplicatii de alamă iar mecanismul de dare a focului este cu capsă. Țeava este prevăzută cu nervuri în interior iar de ea este atașată o curea brodată gen gobelin. | Muzeul Național de Istorie a Transilvaniei, Cluj | Cimec    |
|      | Pistol cu cremene                             | Școală: Atelier italian Descoperit: Cluj - Napoca Dimensiuni: L = 45, L țeavă = 27. Calibru = 1,5 Material: lemn, oțel, alamă | Țeava este lisa în interior, rotunda și apoi canelată cu muchii longitudinale în exterior. Patul este sculptat se termină cu bulb de alamă și este decorat cu motive vegetale, panoplie de steaguri și arme și figuri umane în relief. Ulucul are locaș pentru vergea. Platina este bogat decorată și are gravată inscripția G. GVARNERI. | Muzeul Național de Istorie a Transilvaniei, Cluj | Cimec    |
|      | Pistol cu cremene                             | Școală: Atelier italian Descoperit: jud. Cluj, Cluj - Napoca Dimensiuni: L = 45, L țeavă = 27. Calibru = 1,5 Material: lemn, metal | Țeava este lisa în interior, rotundă și apoi canelată cu muchii longitudinale în exterior. Patul este sculptat se termină cu bulb de alamă și este decorat cu motive vegetale, panoplie de steaguri și arme și figuri umane în relief. Ulucul are locaș pentru vergea. Platina este bogat decorată și are gravată inscripția G. GVARNERI. | Muzeul Național de Istorie a Transilvaniei, Cluj | Cimec    |
|      | Sabie de honved                               | Școală: Atelier german Descoperit: jud. Cluj, Cluj - Napoca Dimensiuni: L tot = 98,5; lama L = 85, I = 2,7 Material: oțel | Lama este decorată cu steaguri și arme pe fond auriu. La bază are gravată pe o parte marca Solingen, iar pe cealaltă numele P. Knecht. Garda este simplă, iar la capătul mânerului are ștanțată o coroană cu cinci fleuroane și inițialele D.A. cu caractere gotice. Sabia aparținea unui nobil cu rangul de baron, pentru insurgenții unguri acest model simboliza lupta pentru independență și adesea lama era gravată cu lozinci revoluționare | Muzeul Național de Istorie a Transilvaniei, Cluj | Cimec    |
|      | Sabie                                         | Școală: Atelier german Descoperit: jud. Cluj, Cluj - Napoca Dimensiuni: L tot = 96; lama L = 82, I = 3,3 Material: oțel | Sabia este fără teacă, având atașat de mâner un șnur din fir auriu cu ciucure. Garda este prevăzută cu două fante și un sistem de protecție suplimentară a brațului și a mâinii în caz de nevoie. Lama este bogat ornamentată cu motive geometrice, steaguri și arme având pe ambele părți numele producătorului, marca și anul fabricației. | Muzeul Național de Istorie a Transilvaniei, Cluj | Cimec    |
|      | Cană jubiliară                                | Datare: 1848/1898 Descoperit: jud. Cluj, Cluj-Napoca Dimensiuni: I: 19 cm., D: 12,5 cm., G: 747,5 g., Ag. 800 ‰ Material: argint aurit, sticlă, turnare, ciocănire, gravare, șlefuire | Cana este de formă cilindrică, lățită la bază, cu talpa circulară adâncită mult în interior. Pe corp este decorată cu arabescuri, o friză de frunze de laur prinse cu o panglică și una cu frunze de acant. Toarta este decorată cu silueta unei femei în relief și un cap de leu. În interior este fixat un pahar de sticlă groasă șlefuit octogonal, cu fațete în exterior. Paharul a aparținut lui Lajos Kossuth. În 1898 a fost fixat într-o cană jubiliară la aniversarea semicentenarului revoluției maghiare                                                                                                  | Muzeul Național de Istorie a Transilvaniei, Cluj | Cimec    |
|      | Steag de gardă națională                      | Datare: 1848 Descoperit: jud. Cluj, Cluj-Napoca Dimensiuni: L: 146 cm., l: 42 cm. Material: mătase albă, cusut și brodat | Steag din mătase de culoare albă are într-un chenar, pe ambele fețe, textul: NF VINTZ. ORSERGEE (în traducere: al Gărzii Vințul de Sus). A aparținut gărzii naționale din Vințul de Sus. | Muzeul Național de Istorie a Transilvaniei, Cluj | Cimec    |
|      | Steag de participant la acțiuni revoluționare | Descoperit: jud. Cluj, Cluj-Napoca Dimensiuni: L: 78 cm., LA: 72 cm. Material: mătase albă, margini roșu-alb-verde, cusut și imprimat | Steag din mătase albă, cu bordură în roșu-alb-verde, imprimat cu maro pe una din fețe cu deviza: Saito Szabadsag. Nemteti Orsereg es Egyenloseg (în traducere: Liberatea presei, Gardă națională, Egalitate). | Muzeul Național de Istorie a Transilvaniei, Cluj | Cimec    |
|      | Steag de participant la acțiuni revoluționare | Datare: 1848 Descoperit: jud. Cluj, Cluj-Napoca Dimensiuni: L: 154 cm., LA: 49,5 cm. Material: brocart de culoare albă, cusut, brodat, ornamentat, cu motive florale și geometrice | Steag din brocart de culoare crem, este brodat cu fir de aur pe una din părți, cu deviza SZABADSAG- EGYENLOSEG-TESTUERIESEG. | Muzeul Național de Istorie a Transilvaniei, Cluj | Cimec    |